# 沈一德
沈一德，浙江嘉善人，是一名明朝政治人物。

## 生平
治《尚書》。萬曆元年（1573年）癸酉科浙江鄉試第六十名舉人。
沈一德曾于1590年接替李大经任崇明县知县一职，1592年由李兆庚接任。